# Vipiteno
Vipiteno (AFI: /vipiˈtɛno/; in tedesco Sterzing, /ˈʃtɛɐ̯ʦɪŋ/) è un comune italiano di 6 986 abitanti della provincia autonoma di Bolzano in Trentino-Alto Adige. La città fa parte del circuito de I borghi più belli d'Italia.

## Geografia fisica

### Territorio

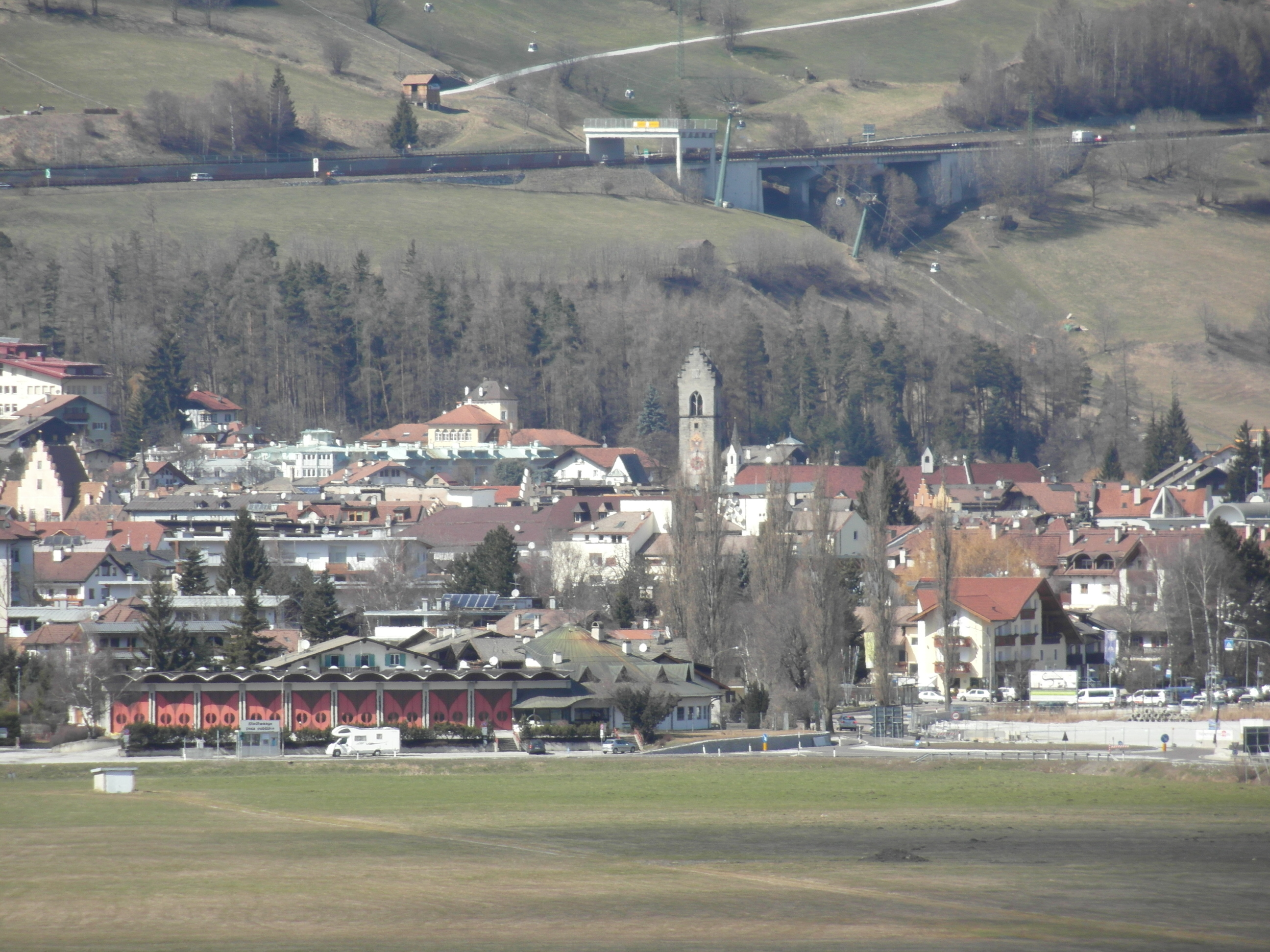
Panoramica di Vipiteno dal castel Tasso

Sede della comunità comprensoriale Wipptal (già Alta Valle Isarco), ospita servizi quali l'ospedale e scuole secondarie superiori, anche in lingua italiana. Attraversata dal fiume Isarco, si trova 15 km a sud del passo del Brennero, 30 km a nord di Bressanone, 70 km da Bolzano e 50 km da Innsbruck.
Situata a 950 m sul livello del mare, è dominata dal Monte Cavallo (in tedesco Rosskopf) (2176 m) a ovest, Cima Gallina (Hühnerspiel, 2800 m) a nord-est e Cima di Stilves (2422 m) a sud. Sulle pendici del Monte Cavallo si trovano gli impianti di risalita del comprensorio sciistico del paese, raggiungibile in pochi minuti dal centro. Oltre ai normali impianti sciistici, si trova anche una delle più lunghe piste da slittino dell'Alto Adige, lunga poco meno di 10 km.
Inoltre accanto al paese di Vipiteno esistono altri impianti, raggiungibili in meno di mezz'ora di macchina, gli impianti di Racines e Ladurns. In estate è possibile fare escursioni a piedi e in bicicletta sulle montagne circostanti.
La città è sede di un Ufficio del Giudice di pace, competente per i comuni di Brennero, Campo di Trens, Fortezza, Racines, Val di Vizze e Vipiteno, comuni che formano il comprensorio della Wipptal.

## Origini del nome
Il toponimo italiano Vipiteno riprende l'antico nome romano di Vipitenum, poi attestato nell'827 come Uuipitina, nel 985 come Wibitina e nel 1288 come Viptal. Tale nome deriva forse dal nome di persona etrusco Vipina ed è chiaramente connesso con la vallis Vipitina (l'Alta Valle Isarco) divenuta in tedesco Wipptal.
Il toponimo tedesco, invece, è attestato come Sterzengum dal 1180 e deriva dal nome di persona germanico Starzo, col significato quindi di "terreno di Starzo". Da allora in poi l'abitato fu noto ai mercanti italiani come Sterzen o Sterzinga.

## Storia

### Origini
Dell'origine romana rimangono poche cose, come un cippo miliare di Settimio Severo, nel quale però non compare il nome della città. L'assonante Uuipitina invece viene attestato in un documento dell'827. In una mappa medievale, copia di un antico stradario romano, appare Vipitenum.
Il primo insediamento romano potrebbe risalire al 14 a.C., quando su una via di comunicazione tra l'Italia ed i paesi d'oltralpe, Druso maggiore vi fonda una stazione militare con il nome di "Vipitenum". Di epoca romana sono il monumento sepolcrale a Postumia Vittorina ed un cippo con bassorilievo mitriaco. Nel 550, a seguito di una invasione dei Baiuvari, si sviluppò il borgo di Vipiteno, ma solo nel 1180 si ha la prima menzione di "Stercengum". Un secolo dopo (1280) il Principe Mainardo II di Tirolo-Gorizia eleva il borgo a rango di città. Essendo sempre stato un luogo di transito, i Fugger di Augusta ne fecero un centro per lo smistamento dei prodotti delle miniere di argento delle vicine Val Ridanna e Val di Fleres.
Esiste una leggenda che racconta di Störz uno storpio pellegrino quale il primo abitante della moderna città, che anche ora rimane nello stemma cittadino sotto le ali dell'aquila tirolese. In realtà questa figura nello stemma potrebbe anche far pensare ai tre ospizi che il paese aveva in passato.
Già in epoca remota Vipiteno era posizionata in mezzo alle maggiori vie di comunicazione. Nel 1252 papa Innocenzo IV definiva Vipiteno "villa" e successivamente, nel 1295, iniziò anche a pagare le imposte come una città e fu quindi iscritta nel libro mastro del principe di allora come civitas (città in lingua latina).
Vipiteno conobbe il suo massimo splendore nel XV e XVI secolo specialmente dopo l'incendio, che nel 1443, danneggiò parte della città. Furono ricostruiti edifici merlati, alcuni tardo gotici, in Città Nuova (il nome della via) quali: Casa del Giudizio Cittadino (1450), l'Albergo "Aquila d'Oro" (1446), la Filiale Fugger (1553), Casa Rafenstein (in origine Köchl, 1472), il Palazzo Comunale (1473), Casa Geizkofler (1600) e la Casa del Giudizio Minerario (in origine degli imprenditori Messing e Pfarrkircher, 1500) che tuttora ne adornano la via principale.

### Simboli
Il re Enrico di Carinzia e Tirolo concesse un sigillo, simile a quello attuale, raffigurante un pellegrino storpio con bastone e rosario sopra l'aquila tirolese; lo stemma è in uso dal 30 agosto 1328. Nel 1524 il pellegrino è mostrato come un monaco sopra l'aquila tirolese.
Lo stemma attuale è d‘argento, all'aquila tirolese, la cui coda e i cui artigli sono attraversati da un uomo in abito nero da pellegrino con cappuccio, moventesi verso destra, che tiene nella mano destra un rosario e sotto l'ascella una gruccia.
Il pellegrino rimanda alla figura leggendaria dello Sterzl, un pellegrino storpio e vagabondo che rinvia a sua volta ai tre ospizi medievali della città. La presenza dell'aquila tirolese va ricondotta al fatto che la città di Vipiteno, fondata attorno al 1280 da Mainardo II del Tirolo, godeva di privilegi concessi dal principe territoriale.

## Monumenti e luoghi d'interesse

### Architetture religiose
- Chiesa di Nostra Signora della Palude (Unsere liebe Frau im Moos) è situata poco fuori città; misura 32 metri in altezza, la navata è 38 metri di lunghezza e 23 metri di larghezza. Fu edificata sui resti di una chiesa romanica nei pressi del cimitero romano, la cui testimonianza fu il ritrovamento della lapide mortuaria di Postumia Victorina ora esposta sulla parete nord della navata. I lavori, diretti da Hans Feur, iniziarono nel 1417 e furono completati nel 1451, mentre l'altare gotico, alto 12 m, opera dello scultore Hans Multscher di Ulma fu collocato nel 1458. Nel 1497 iniziarono i lavori per ampliare la navata, sotto la direzione di Hans Lutz di Schussenried, inserendo un colonnato di marmo bianco della vicina valle di Racines, i lavori terminarono nel 1525. Nel 1753 la chiesa fu sottoposta ad un nuovo rifacimento asportando le parti gotiche e sostituendole con arricchimenti barocchi e con affreschi di Joseph Adam Ritter von Mölk. Nel 1860 vi fu l'ultimo ritocco della chiesa in stile neogotico ripristinando alcune strutture rimosse precedentemente come l'altare nel presbiterio.
- Chiesa di Santo Spirito. Costruita nel 1399, è la più antica chiesa gotica della città, originariamente annessa al vecchio ospedale. L'interno ha un'ampia navata divisa in due, quella maggiore, con volte a crociera, è stata completamente affrescata da Hans di Brunico (1410-1420) con rappresentazioni del: Giudizio Universale, Corteo dei Re Magi, Strage degli innocenti e scene della Passione.
- Chiesa di Santo Stefano nella frazione di Novale.
- Chiesa di San Giacomo nella frazione di Tunes.

### Architetture civili

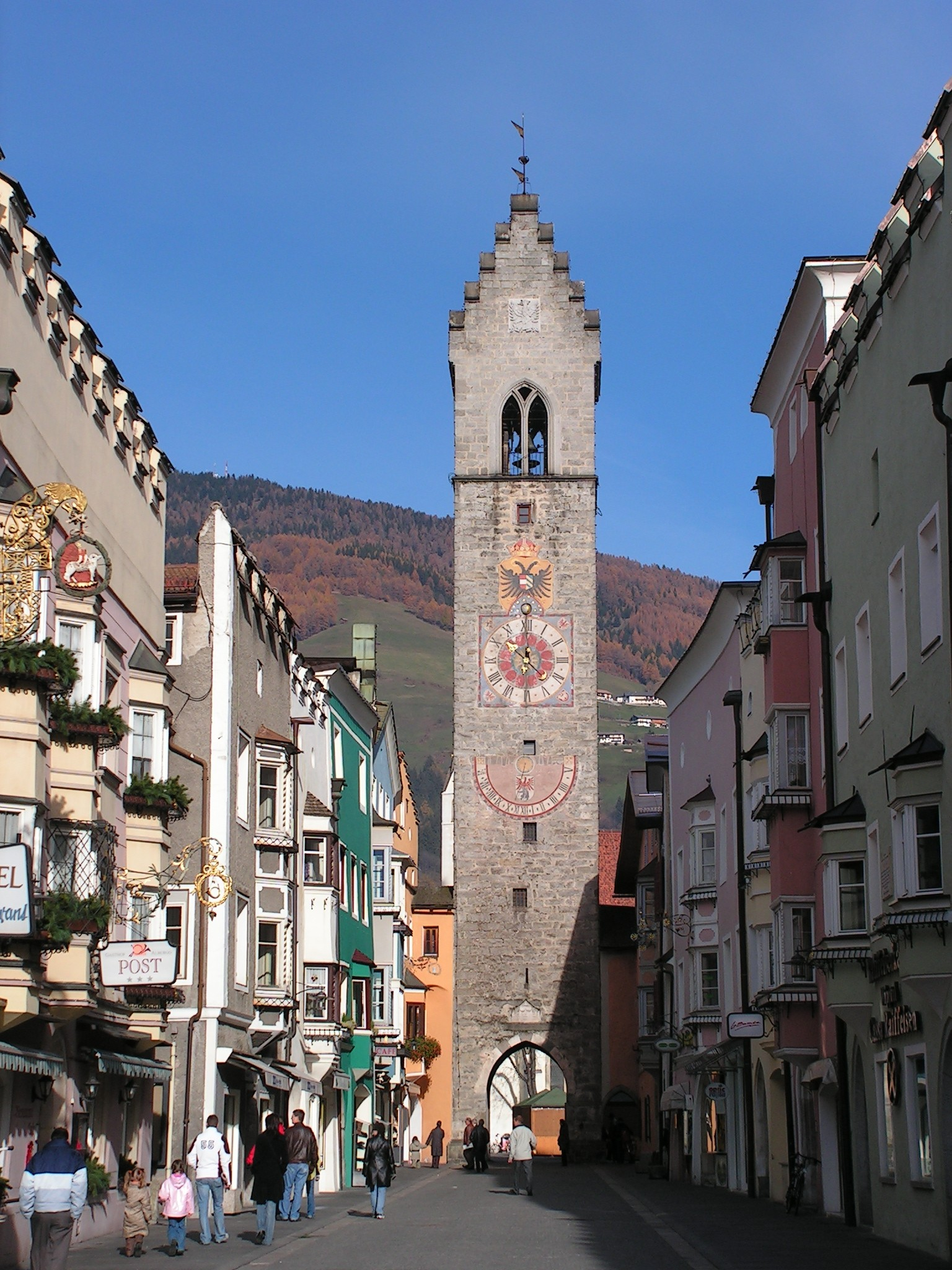
Torre delle Dodici

- Torre delle Dodici (Zwölferturm), che è diventata il simbolo della città che divide la Città Nuova (Neustadt) dalla Città Vecchia (Altstadt); completata nel 1472, è alta 46 m. Un incendio, nel 1867, distrusse la guglia originaria che fu sostituita con l'attuale tetto in pietra con motivo merlato.
- Palazzo del Municipio. L'edificio in stile tardo gotico del Municipio (Rathaus) fu acquistato dalla città nel 1468, successivamente nel 1526 fu ristrutturato ed arricchito dal caratteristico erker. Al piano terra venne realizzato un banco del pane e sul retro quello della carne; ai piani superiori gli uffici, la sala consiliare, tuttora una delle più belle dell'Alto Adige, e una sala da ballo.Una sala riunioni nel municipio.

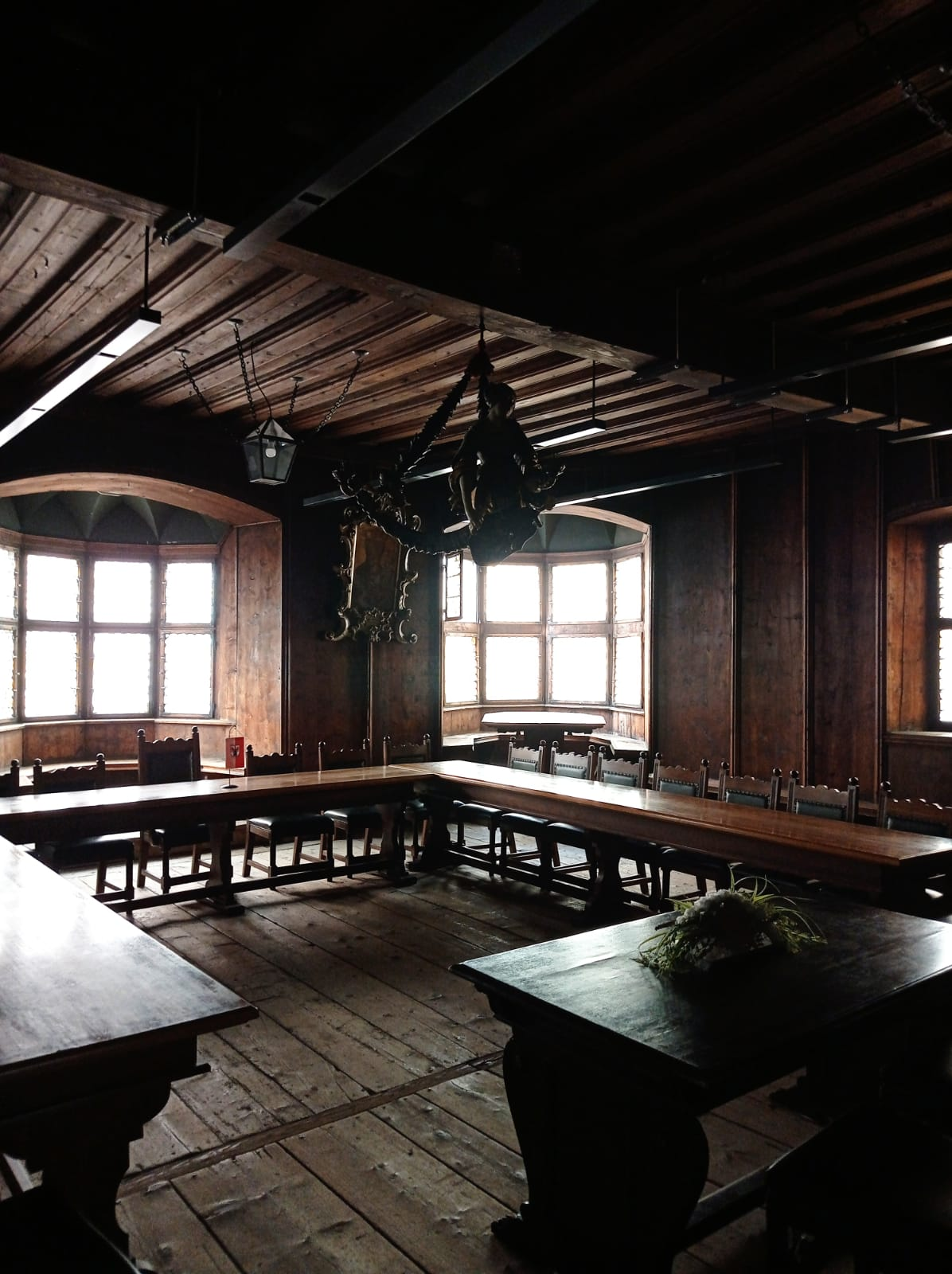
Una sala riunioni nel municipio.

- Antica Commenda dell'Ordine Teutonico. La Deutschhaus è situata nei pressi della chiesa parrocchiale e il complesso comprende: il Museo Civico, il Museo Multscher, la chiesa di Sant'Elisabetta, l'Istituto Musicale e la sede della Bürgerkapelle Sterzing (banda musicale cittadina di Vipiteno). Il Museo Civico espone una collezione di carte geografiche d'epoca, documenti storici riguardanti la città e antiche stampe di paesaggi cittadini; una sezione è dedicata all'artigianato locale. Il Museo Multscher conserva i progetti e le pregevoli tavole dell'altare gotico, costruito da Hans Multscher per la chiesa parrocchiale. La chiesa di Sant'Elisabetta, costruita su progetto di Giuseppe Delai nel 1729, ha una pianta ottagonale, la volta affrescata da Matthäus Günther (1730) rappresenta la Glorificazione di sant'Elisabetta.[12]

### Architetture militari
A Vipiteno si trova la caserma "Davide Menini - Riccardo De Caroli", sede del 5º Reggimento Alpini, ed ex sede del gruppo Artiglieria da Montagna "Sondrio".

### Altri luoghi d'interesse
- Palazzo Jöchlsthurn
- Cascate di Stanghe a Racines
- Museo civico
- Museo Multscher
- Museo provinciale delle miniere di Ridanna/Monteneve
- Teatro comunale

## Società

### Ripartizione linguistica
Nel censimento del 2024 circa 2/3 della popolazione si sono dichiarati di madrelingua tedesca, mentre il restante 1/3 è costituito in prevalenza da abitanti di lingua italiana. Rispetto al censimento del 2011 Vipiteno ha registrato la più alta percentuale di crescita degli abitanti di lingua italiana di tutta la provincia, passando da 1/4 a 1/3 della popolazione.
| Ripartizione linguistica | 1971   | 1981   | 1991   | 2001   | 2011   | 2024   |
| ------------------------ | ------ | ------ | ------ | ------ | ------ | ------ |
| Madrelingua italiana     | 28,54% | 25,95% | 24,67% | 24,29% | 25,95% | 32,08% |
| Madrelingua tedesca      | 71,17% | 73,70% | 75,03% | 75,28% | 73,64% | 67,66% |
| Madrelingua ladina       | 0,28%  | 0,35%  | 0,30%  | 0,44%  | 0,41%  | 0,27%  |

### Evoluzione demografica
Abitanti censiti

## Cultura

### Scuole
La città di Vipiteno ospita vari ordini e gradi di scuola rispettivamente in lingua tedesca e in lingua italiana, nel dettaglio:
3 Scuole dell'infanzia,
2 Scuole primarie,
2 Scuole secondarie di I grado,
2 Scuole superiori (con diversi indirizzi di studio),
1 Scuola di musica.

### Principali eventi
- Sfilata dei Krampus: diavoli in maschera che scorrazzano per le vie del centro in occasione di San Nicolò (sera del 5 dicembre);
- Mercatino di Natale: tipico mercato artigianale di prodotti natalizi locali;
- Sagra dei canederli: si svolge la seconda domenica di settembre;
- Festa dello Yogurt: si svolge dalla seconda settimana di luglio alla prima settimana di agosto;
- Festival storico ("Sterzinger Osterspiele") che si tiene ogni anno a ridosso di Pasqua con ricco programma di manifestazioni culturali (mostre, concerti, rappresentazioni teatrali).

## Economia

### Industria
Vipiteno è sede del gruppo Leitner (di cui fanno anche parte Prinoth, Peoplemover Service e LeitWind), una industria a livello internazionale, produttrice di impianti a fune, battipista e veicoli cingolati multiuso, sistemi per il trasporto urbano su rotaie Minimetro Pisa ed impianti eolici.
È celebre per i prodotti lattiero-caseari, in particolare il burro e lo yogurt, della locale cooperativa Latteria Vipiteno.
Ha sede a Vipiteno anche la Troyer, azienda specializzata nella produzione di turbine idrauliche.
Nel settore dell'artigianato Vipiteno è rinomata per la lavorazione e l'arte del marmo finalizzata alla realizzazione di sculture e statue.

## Infrastrutture e trasporti
Ben collegata sia tramite l'autostrada A22 sia con la linea ferroviaria del Brennero. È anche sede di una piccola aviosuperficie, utilizzata a livello turistico anche per il decollo di alianti tramite un cavo, ma nata e ancora sfruttata dall'esercito italiano, in particolare dal 5º Reggimento alpini che qui ha sede.
Dal paese partono le strade per Passo di Monte Giovo (Jaufenpass) (2094 m s.l.m.) verso Merano e per Passo di Pennes (Penserjoch) (2214 m s.l.m.) verso Bolzano attraverso la Val Sarentino (Sarntal). Bolzano viene raggiunta solitamente attraverso la valle Isarco e non attraverso il passo Pennes.
Il centro abitato è servito dalla stazione di Vipiteno Val di Vizze, posta sulla linea Brennero-Bolzano.

## Amministrazione
| Periodo  | Periodo | Primo cittadino        | Partito                                          | Carica  | Note |
| -------- | ------- | ---------------------- | ------------------------------------------------ | ------- | ---- |
| nel 1954 |         | Hans Saxl              | SVP                                              | Sindaco |      |
| nel 1964 |         | Oberhauser Karl        | SVP                                              | Sindaco |      |
| 1990     | 2000    | Friedrich Karl Messner | SVP                                              | Sindaco |      |
| 2000     | 2005    | Thomas Egger           | SVP                                              | Sindaco |      |
| 2005     | 2020    | Friedrich Karl Messner | SVP (2005-2015) Für Sterzing Wipptal (2015-2020) | Sindaco |      |
| 2020     |         | Peter Volgger          | Für Sterzing Wipptal                             | Sindaco |      |

### Gemellaggi
- Kitzbühel, dal 1971[22]

## Sport

### Calcio
Il CF Südtirol è la squadra di calcio femminile cittadina che, nella stagione 2010/11, ha militato nella Serie A della propria categoria.
Vipiteno, insieme ai paesi limitrofi, è sede di ritiro calcistico di diverse società, tra cui FC Südtirol e US Sassuolo.

### Hockey su ghiaccio
La città è sede della squadra di hockey su ghiaccio WSV Vipiteno, vicecampione d'Italia nella stagione 1997-98.

### Sci
Vipiteno ha ospitato tre volte una tappa della Coppa del Mondo di sci alpino: nel 1969, nel 1974 e nel 1976.